# Ferruccio Diena
Ferruccio Diena (Torino, 26 agosto 1912 – 16 gennaio 1996) è stato un calciatore italiano, di ruolo mediano.
Era noto come Diena I per distinguerlo dal fratello minore Armando o Diena II.

## Carriera
Meno dotato tecnicamente del fratello, rivestiva il ruolo di mezzala.
Fu un giocatore della Juventus per una sola stagione nel primo campionato a girone unico italiano, in cui giocò una sola volta. L'unica partita tra i bianconeri fu contro la Lazio in una vittoria per 3-1, il 6 luglio 1930. Di professione perito agrario, venne espulso dal Partito Nazionale Fascista il 2 dicembre 1938 in quanto di famiglia ebraica .

## Statistiche

### Presenze e reti nei club
| Stagione        | Club            | Campionato | Campionato | Campionato |
| Stagione        | Club            | Comp       | Pres       | Reti       |
| --------------- | --------------- | ---------- | ---------- | ---------- |
| 1929-1930       | Juventus        | Serie A    | 1          | 0          |
| Totale Juventus | Totale Juventus |            | 1          | 0          |
| Totale carriera | Totale carriera |            | 1          | 0          |